# Alfredo Oscar Saint-Jean
Alfredo Oscar Saint-Jean (Chascomús, 1926 - Chascomús, 1987) va ser un militar argentí que va ocupar breument la presidència de la Nació durant l'última dictadura militar després de la renúncia de Leopoldo Galtieri. Saint-Jean havia estat al capdavant de la secretaria general de l'exèrcit i de la cartera d'Interior durant el govern de Galtieri, des de la qual havia estat responsable de la repressió policial de la manifestació "Pau, pa i treball".
Després de la caiguda de Galtieri el 17 de juny de 1982, a causa de la derrota argentina a la Guerra de les Malvines, Saint-Jean va patir el desprestigi associat a la pobra actuació de les forces terrestres en el conflicte armat. Les males relacions internes entre el representant de l'exèrcit a la Junta Militar, el llavors general Cristino Nicolaides, i els caps de l'armada, Jorge Isaac Anaya i de l'aviació, Basilio Lami Dozo, li va permetre ocupar interinament el càrrec de President fins al nomenament el 22 de juny de Reynaldo Bignone, qui va assumir immediatament el càrrec, anunciant l'inici del procés de lliurament del poder a les autoritats civils.
Saint-Jean va ser processat per la comissió de 33 delictes en els distints càrrecs que va ocupar, sobretot com a cap de la Sub-zona 12, centre i oest de la província de Buenos Aires. Va quedar en llibertat per l'aplicació de les lleis de Punt Final i Obediència Deguda.